# Autonimia
Autonimia (dal greco autó, "se stesso" e ὄνυμα, ónyma, "nome") in semantica indica un fenomeno per cui una forma ortografica e fonologica indica se stessa (i suoi grafemi o fonemi) invece di un altro oggetto. Il fenomeno dell'autonimia è di solito ignorato dai manuali di logica più elementari come foriero di confusione, ma di per sé è innocuo.
Ad esempio, in italiano "Roma ha quattro lettere", il nome Roma indica se stesso (come entità linguistica); perciò non può venire sostituito da una descrizione definita di Roma (come capitale d'Italia). 
L'uso autonimo delle espressioni come nomi di se stesse si chiama menzione. Un espediente grafico per rendere evidente che qualcosa viene menzionato sono le virgolette‘', come nel famoso esempio di Alfred Tarski: "L'enunciato ‘la neve è bianca’ è vero se e solo se la neve è bianca". L'autonimia è al centro della distinzione tra linguaggio e metalinguaggio nell'analisi semantica che permette di risolvere il paradosso del mentitore.
L'uso di autonimi è frequente nell'enigmistica, dove per esempio "Anagrammare Napoleone" non può significare anagrammare la persona di Napoleone.